# NGC 451
NGC 451 este o galaxie spirală situată în constelația Peștii. A fost descoperită în 10 noiembrie 1881 de către Édouard Stephan și în anul 1890 de către Edward Emerson Barnard.